# Ceppich
Ceppich (in croato Čepić) è un centro abitato istriano, frazione del comune di Portole.

## Geografia fisica

### Territorio
A Ceppich ci sono tre fonti di acqua potabile.

### Clima
Il clima è di tipo subcontinentale, caratterizzato da estati calde e soleggiate ma abbastanza ventilate ed inverni complessivamente miti.
| Ceppich             | Mesi | Mesi | Mesi | Mesi | Mesi | Mesi | Mesi | Mesi | Mesi | Mesi | Mesi | Mesi | Stagioni | Stagioni | Stagioni | Stagioni | Anno  |
| Ceppich             | Gen  | Feb  | Mar  | Apr  | Mag  | Giu  | Lug  | Ago  | Set  | Ott  | Nov  | Dic  | Inv      | Pri      | Est      | Aut      | Anno  |
| ------------------- | ---- | ---- | ---- | ---- | ---- | ---- | ---- | ---- | ---- | ---- | ---- | ---- | -------- | -------- | -------- | -------- | ----- |
| T. max. media (°C)  | 6    | 7,2  | 10,2 | 14,3 | 18,9 | 22,6 | 25,5 | 25,1 | 21,5 | 16,6 | 11,0 | 7,7  | 7,0      | 14,5     | 24,4     | 16,4     | 15,6  |
| T. min. media (°C)  | 1,3  | 1,6  | 3,8  | 7,1  | 11,2 | 14,9 | 17,4 | 17,3 | 14,3 | 10,4 | 5,7  | 3,0  | 2,0      | 7,4      | 16,5     | 10,1     | 9,0   |
| Precipitazioni (mm) | 83   | 78   | 80   | 96   | 89   | 97   | 78   | 97   | 118  | 114  | 131  | 102  | 263      | 265      | 272      | 363      | 1 163 |

## Storia
Ceppich fece prima parte del patriarcato di Aquileia, poi (dal 1421) entrò a far parte della Serenissima. Dopo secoli di denominazione veneziana Ceppich passò sotto l'impero austriaco.  Ceppich fu annessa al Regno d'Italia napoleonico per un breve periodo, ma nel 1814 la cittadina tornò a far parte dell'impero austriaco.
In seguito al trattato di Rapallo il paesino entrò a far parte dell'Italia, periodo di massimo sviluppo demografico.
Dopo la seconda guerra mondiale la cittadina fu ceduta alla Jugoslavia, trovandosi quindi inglobata in un regime comunista, il quale promosse una politica di slavizzazione forzata, la quale condusse molti italiani sulla via dell'esodo per scappare ai massacri delle foibe. Nel 1991 Ceppich entra a far parte della Croazia.

### Simboli
Un primo stemma non ufficiale venne usato già dall'Ottocento, ma il primo e ultimo stemma ufficiale fu usato tra il 1920 e il 1945, periodo nel quale l'Istria faceva parte dell'Italia. Oggi non esiste più uno stemma ufficiale, ma tra la popolazione locale si usa lo stesso stemma (un occhio) usato sia durante il periodo di sovranità italiana che prima.

## Monumenti e luoghi d'interesse

### Chiesa di Santa Maria della Neve
La chiesa fu costruita nel 1492 in stile gotico. Al centro della navata si trova la statua della Beata Vergine. Il campanile è alto 15 metri.

## Società

### Evoluzione demografica
Abitanti censiti

Il censimento austriaco del 1910 registrava nel comune catastale di Ceppich 245 abitanti, dei quali 199 italiani, 35 sloveni e 11 serbocroati.

### Etnie e minoranze straniere
|          |          |  |        |        |
| -------- | -------- |  | ------ | ------ |
| Istriani | Istriani |  | 48,05% | 48,05% |
| Croati   | Croati   |  | 32,46% | 32,46% |
| Italiani | Italiani |  | 19,58% | 19,58% |